# 크로마 업샘플링 오류
크로마 업샘플링 오류(Chroma upsampling error, CUE)는 크로마 버그(chroma bug)로도 불리며, DVD 플레이어에서 필름 소스 비디오를 재생할 때 자주 일어나는 오류다.

## 원인
사람의 눈은 색상 신호보다 휘도 신호에 훨씬 민감하므로, 필름 소스 비디오에서는 수평선마다 휘도 신호를 따로 잡는 반면, 색상 신호는 두 수평선마다 하나씩, 두 수평선의 신호를 평균 내서 잡는다. 다시 말해, 색상 신호의 해상도가 휘도 신호의 반인 셈이다. 이때 색상 신호를 다음과 같이 보낸다.

(첫 번째-두 번째 줄 평균) - (세 번째-네 번째 줄 평균) - (다섯 번째-여섯 번째 줄 평균) - …

한편, DVD 플레이어는 들어오는 신호가 인터레이스로 들어온다고 가정한다. 따라서 위의 신호를 다음과 같이 해석한다.

(첫 번째-세 번째 줄 평균) - (두 번째-네 번째 줄 평균) - (다섯 번째-일곱 번째 줄 평균) - …

이를 적용하면 두 번째와 세 번째, 여섯 번째와 일곱 번째, ... 줄의 색상 신호가 서로 바뀌어서 들어간 셈이 된다. 이는 보통 눈에 띄지 않으나, 가로로 쳐진 분홍색 띠와 남색 띠의 경계와 같이 색이 급격하게 변하는 부분에서 관찰할 수 있다.

## 같이 보기
- 크로마 서브샘플링